# Karel Paulus
Karel Paulus (ps. Dědek, Kaučukový dědek, ur. 3 stycznia 1933 w Dolních Brusnicach, zm. 31 października 2003 w Bílej Třemešnej) – czeski siatkarz, medalista igrzysk olimpijskich, mistrzostw świata i mistrzostw Europy.

## Życiorys
Paulus był w składzie reprezentacji Czechosłowacji, która triumfowała podczas mistrzostw Europy w 1955 w Rumunii oraz jako gospodarz w 1958. Razem z drużyną narodową zdobył także złoty medal mistrzostw świata 1956 organizowanych we Francji oraz srebrne medale podczas mistrzostw świata 1960 w Brazylii i 1962 w ZSRR. Zajął 5. miejsce na mistrzostwach Europy 1963 w Rumunii. Wystąpił na igrzyskach olimpijskich 1964 w Tokio. Zagrał we wszystkich dziewięciu rozgrywanych meczach. Jego zespół z ośmioma zwycięstwami i jedną porażką zajął drugie miejsce w turnieju. W reprezentacji grał w latach 1953-1966.
Paulus w latach 1954-1967 był zawodnikiem klubu ÚDA Praga (od 1957 Dukla Praha, a od 1958 Dukla Kolín). W mistrzostwach Czechosłowacji pięciokrotnie triumfował (w 1954, 1955,  1960, 1961 i 1963), czterokrotnie zajmował 2. miejsce (w 1956, 1957, 1964 i 1966) oraz trzykrotnie zajmował 3. miejsce (w 1958, 1959 i 1962).
Z klubem Dukla był związany również jako trener w latach 1968-1976 (do 1969 Dukla Igława, następnie Dukla Liberec). W mistrzostwach kraju zwyciężał trzykrotnie (w 1973, 1975 i 1976), dwukrotnie zdobywał wicemistrzostwo (w 1969 i 1972) i trzy razy stawał na najniższym stopniu podium (w 1970, 1971 i 1979).
Ukończył technikum w Dvůrze Královym nad Labem. Był oficerem Czechosłowackiej Armii Ludowej, a na emeryturę przeszedł w 1980 jako podpułkownik. Jego żona Eva Paulusová była biegaczką narciarską.